# معركة بيروت (1912)
معركة بيروت هي معركة بحرية وقعت في 24 فبراير 1912م، قبالة سواحل مدينة بيروت في لبنان أثناء الحرب العثمانية الإيطالية. بين قوات الدولة العثمانية وقوات مملكة إيطاليا، انتهت المعركة بانتصار مملكة إيطاليا.
كانت إيطاليا تخشى من أن تستخدم القوات البحرية العثمانية قناة السويس لتهديدها، لذا عمدت لمهاجتهم في بيروت. نتيجة لهذة المعركة أبيدت جميع القوات البحرية العثمانية المتواجده في بيروت بالإضافة إلى تضرر مدينة بيروت من قصف القوات الإيطالية. أعطى هذا الانتصار هيمنة بحرية كاملة للإيطاليين من جنوب البحر الأبيض المتوسط لبقية الحرب العثمانية الإيطالية.
في 24 فبراير 1912، هاجمت مدمرتين تابعتين للسلاح الإيطالي البحري فرقيطة عثمانية وأغرقتها غير 6 قاذفات غير صالحة للعمل قبل أن تهجم مرة أخرى على زورق طوربيدي عثماني. نتج عن المعركة هزيمة جميع القوات البحرية العثمانية في المنطقة بالتالي ضمان عدم تعرض أي سفن إيطالية للمضايقة عند عبورها لقناة السويس. لم تنحصر الخسائر على الأسطول العثماني والمؤاني فقط، بل تعرضت مدينة بيروت نفسها لأضرار كبيرة من السفن الحربية الإيطالية.

## الخلفية

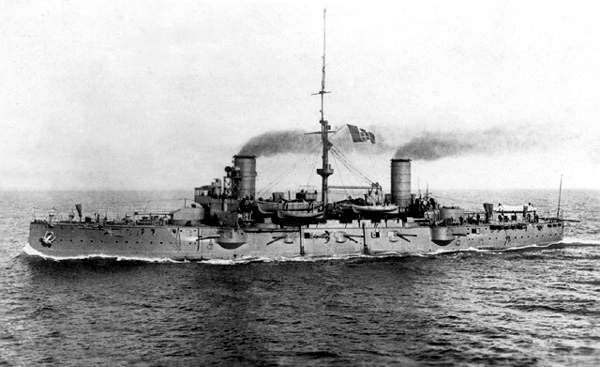
سفينة جوزيبي غاريبالدي التابعة للبحرية الإيطالية

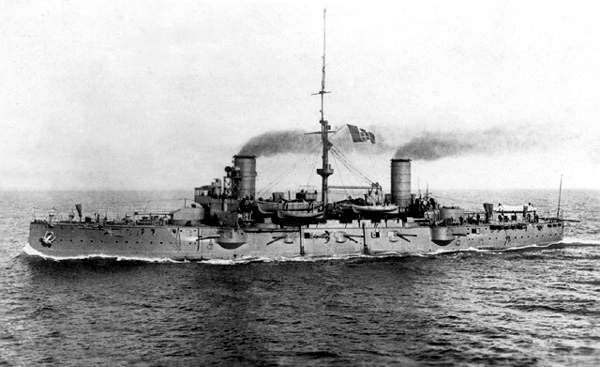
سفينة وفرانشيسكو فيروتشيو التابعة للبحرية الإيطالية

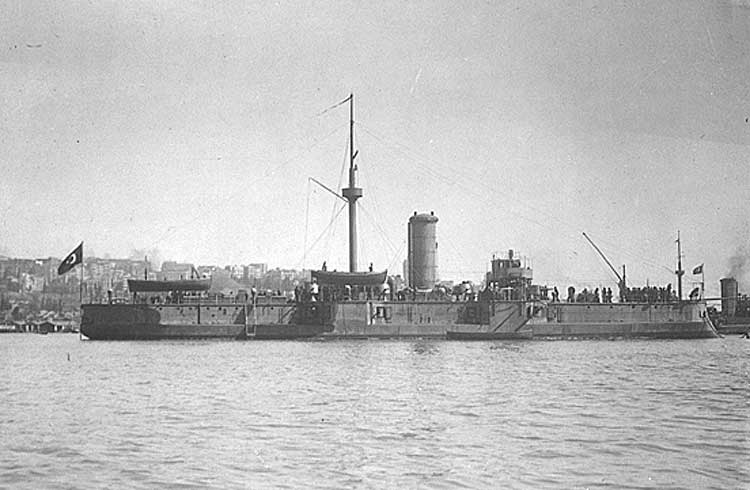
الدارعة عون الله عام 1870

خلال الحرب الإيطالية التركية، خشى الجيش الإيطالي من قيام القوات البحرية العثمانية بشن غارات على الإمدادات الإيطالية والقوات المتجهة إلى شرق أفريقيا الإيطالية. للوقاية من تلك الغارات، أمر الأدميرال باولو ثاون دي ريفيل بإخلاء ميناء بيروت من السفن البحرية العثمانية الموجودة هناك. تألفت قوة الريفيل من مدمرتين هما: جوزيبي غاريبالدي وفرانشيسكو فيروتشيو. كانت كلا الطائرتين من فئة جيوسيبي غاريبالدي مسلحين ببندقية 10 بوصة في الأبراج، 10 رشاشات من عيار 6 بوصة، 6 رشاشات من عيار 4.7 بوصة، عشرة قذائف من عيار 6 بوصة، رشاشين وخمسة أنابيب طوربيد.
على الجانب الأخر، تكونت البحرية العثمانية من المدمره البحرية دارعة عون الله وقارب طوربيد أنجورا. كانت أنجورا سفينة جديدة نسبيا تم الانتهاء من صنعها في عام 1906، بها مدفعين من عيار 37 ملم، وأنبوبتين طوربيد مساحة مقطع كل منها 14 بوصة. أما دارعة عون الله فكانت قديمة الطراز من عام 1869، لكن تم تجديدها في عام 1907 وتسليحها بأربعة مدافع قطر فوهة كلا منهما 3 بوصة وأنبوب طوربيد واحد مساحة فوهته 14 بوصة.
وهكذا يظهر تفوق القوة الإيطالية على نظيرتها العثمانية.

## المعركة

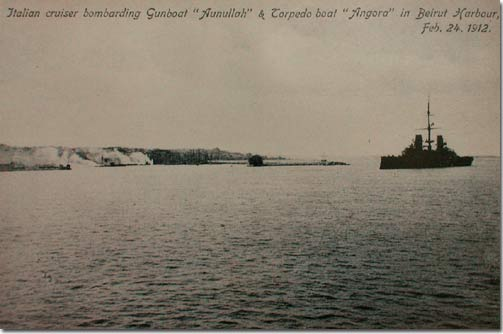
طراد إيطالي يقصف سفن عثمانية في مرفأ بيروت

عند اقتراب السفن الإيطالية من ميناء بيروت أطلقوا وابل من الرصاص على السفن العثمانية المتواجدة هناك، مما أجبر قبطان سفينة دارعة عون الله على طلب الهدنة للتفاوض. أثناء التفاوض، طلب قبطان دارعة عون الله من قبطان أنغورا بالرسو بالقرب من الميناء.
في تمام الساعة 7:30، بعث أدميرال ريفيل برسالة إنذار إلى والي بيروت يأمره في بتسليم السفينيتن بحلول الساعة 9:00 وإلا سيعيد الهجوم مرة أخرى. وصلت الرسالة إلى الوالي في تمام الساعة 8:30. أراد الوالي الاستسلام وعندما كان في مرحلة إصدار الأمر انتهى الموعد النهائي الذي وضعه الأدميرال. مع حلول الساعة 9:00 وعدم استلام الرد بدأ الإيطاليون الهجوم على السفن العثمانية في المرفأ مرة أخرى.
على مسافة 6,000 متر (6,600 ياردة)، أطلق الإيطاليون النار على الأسطول العثماني، دافع العثمانيون عن أسطولهم بشكل غير فعال حتى الساعة 9:35 عندما نجحت في القوات الإيطالية في إشعال النيران في السفينة وهروب طاقمها منها. حينها إقتربت منها سفينة غاريبالدي حتى وصلت إلى مسافة 600 متر (660 ياردة) منها وإطلقت وابلا من النيران في محاولة لإغراقها لكنها فشلت. حينها أطلقت غاريبالدي طوربيد عليها، لكنه انحرف عن مساره وأصاب سفينة بجانبها أدى انفجارها إلى غرق سته زوارق صغيرة.
بحلول الساعة 11:00، بدأت سيطرة الأسطول الإيطالي على ميناء بيروت تظهر بعد اطلاقه طوربيدا ثانيا على السفن العثمانية المستأجرة التي سرعان ما ولت الأدبار ولم يبقى في الميناء غير قارب «أنجورا» الذي تحركت له سفينة «فيروتشيو» واشتبكت معه في تمام الساعة 13:45. لم يدم القتال طويلا فبعد ثلاث دقائق فقط استطاعت «فيروتشيو» إغراق «أنجورا».
بمجرد الانتهاء من القتال، أبحرت السفينتان الإيطاليتان باتجاه الغرب.

## النتائج
بعد إبادة القوات البحرية العثمانية في بيروت بالكامل، أزالت القوات البحرية الإيطالية خوفها من التهديدات العثمانية على وسائل النقل عبر قناة السويس وهيمنت على البحر المتوسط لبقية الحرب.
تكبد الجانب العثماني أغلب الخسائر فمع غرق سفينة دارعة عون الله وحدها غرق 58 جندي وجرح 108. في حين لم يتعرض أي فرد من طاقم البحرية الإيطالية إلى اصابة ولم تقع أي ضربات مباشرة من السفن العثمانية.
لم يقتصر الضرر على ميناء بيروت فقط بل تلقت المدينة أضرار جسيمة من الطلقات الطائشة والمباشرة من الأسطول الإيطالي، حيث تم تدمير العديد من البنوك، جزءا من مبنى الجمارك والمباني القريبة من الميناء. قتل في تلك 66 مدنيا ومئات الجرحى.
تأخر الرد العثماني كثيرا، فبعد أربع أيام أمر الخليفة العثماني والي بيروت بطرد المواطنين الإيطاليين الموجودين في بيروت، حلب ودمشق، تم طرد 60,000 إيطالي.

## وصلات خارجية
- V. I. Lenin, The End of the Italo-Turkish War, September 28, 1912.